# Эшенфелтер, Хорас
Хорас Эшенфелтер (англ. Horace Ashenfelter III; 23 января 1923, Колледжвилл, Монтгомери, Пенсильвания или Финиксвилл, Пенсильвания — 6 января 2018, Уэст-Ориндж, Нью-Джерси) — американский легкоатлет (бег на длинные дистанции), чемпион летних Олимпийских игр 1952 года в Хельсинки, участник двух Олимпиад, рекордсмен мира.

## Биография
Во время Второй мировой войны Эшенфелтер служил пилотом ВВС Армии США.
На летней Олимпиаде в Хельсинки Эшенфелтер в беге на 3000 метров с препятствиями финишировал с новым мировым рекордом 8:45,4 с, опередив при этом ставшего вторым советского бегуна Владимира Казанцева (8:51,6 с) и бронзового призёра, представителя Великобритании Джона Дизли (8:51,8 с). На следующей летней Олимпиаде в Мельбурне Ашенфельтер в этом же виде на стадии предварительных забегов показал результат 8:51,0 с, и не смог пробиться в финальную часть соревнований.
В феврале 1951 года он устроился на службу в ФБР. После окончания спортивной карьеры он ушёл из ФБР и работал продавцом в различных металлургических фирмах.
В 1952 году Ашенфельтер был награждён призом Джеймса Салливана.

## Семья
Младший брат Билл Эшенфелтер также был бегуном на длинные дистанции, участником летней Олимпиады 1952 года в Хельсинки.